# Nessus Cloud
Nessus Cloud é um programa de verificação de falhas/vulnerabilidades de segurança. Ele é composto por um cliente e servidor, sendo que o scan propriamente dito é feito pelo servidor.